# Meteorium macrocarpum
Meteorium macrocarpum là một loài Rêu trong họ Meteoriaceae. Loài này được Spruce ex Mitt. mô tả khoa học đầu tiên năm 1869.